# شتات البلوش
الشتات البلوشي يشير إلى الشعب البلوشي الذين هاجروا إلى أماكن خارج إقليم بلوشستان في جنوب غرب آسيا. وهي منطقة تمتد من جنوب غرب باكستان إلى جنوب شرق إيران وجنوب أفغانستان. يتواجد الشتات البلوشي في جميع أنحاء الشرق الأوسط وجنوب آسيا وتركمانستان والسند والبنجاب والهند وشرق أفريقيا وأوروبا وأمريكا الشمالية وفي أجزاء أخرى من العالم.

## السند
بلوش السند هم مجتمع من القبائل البلوشية الذين يتحدثون اللغة البلوشية والسندية، ويعيشون بشكل رئيسي في مقاطعة السند في باكستان، حيث يقدر عددهم بنحو 20 مليون نسمة. تتميز مناطق وجودهم بالتنوع الثقافي واللغوي، حيث تُعتبر اللغة البلوشية والسندية والسرائيكية من اللغات الشائعة بينهم. يعتنق أفراد هذا المجتمع الإسلام كدين رئيسي.

## البنجاب
في ولاية البنجاب في باكستان، يشكل البلوش نسبة كبيرة من السكان، يتواجد البلوش في مناطق مثل ديرا غازي خان وراجانبور، ويتحدثون باللغة البلوشية والبراهوية والسرائيكية.

## تركمانستان
البُلوش في تركمانستان يشكلون أقلية عرقية تضم حوالي 300,000 فرد، ويعيشون بشكل رئيسي في مناطق مثل مرو، أشقَباد، بايرامالي، وسَرَخْس. هاجروا إلى تركمانستان في منتصف القرن التاسع عشر من مناطق في أفغانستان وإيران، وتبعهم المزيد في أوائل القرن العشرين. يمثلون جزءاً مهماً من النسيج الاجتماعي في البلاد بتراثهم الثقافي ولغتهم المميزة. 

## اوروبا
هناك أيضًا مجتمعات بلوشية كبيرة في النرويج، السويد، ودول أوروبية أخرى.

## خراسان
هناك مجتمعات بلوشية في خراسان تتواجد بشكل رئيسي في بيرجند، سبزوار، قوچان، نيشابور، سرخس، وغيرها من مدن خراسان.

## الهند
في ولاية أوتار براديش بالهند، هناك عدة مستوطنات بلوشية مثل أمير نجر، فريد نجر، غازي آباد، غرهي عبد الله، باكي غرهي، جاسوئي، وباغرها في مقاطعة موزاففر ناجار. تم منح هذه القرى لأربعة إخوة بلوش، بيرام خان، أمير خان، شير خان، وهاشم خان، بالإضافة إلى زوج أختهم عبد الله خان، من قبل الإمبراطور المغول أورنغزيب. استقرت هذه العائلات البلوشية في المنطقة وأصبحت بارزة مع تراجع الإمبراطورية المغولية. يبلغ عدد سكانهم حوالي 100,000 نسمة، ويتحدثون اللغات البلوشية، البراهوي، والماراثية.